# Laura Alonso Padin
Laura Alonso Padin (2. januar 1976) er en spansk sanger (sopran).
Hu begyndte sin karrieer i 1999, hvor hun blev tilknyttet Aalto-Theater i Essen i Tyskland. Hun har optrådt som gæstesolist på en række større internationale teatre og operahuse.
Laura Alonso Padín bor i Berlin og New York.